# Tom Clancy’s Jack Ryan/Staffel 2
Die zweite Staffel der US-amerikanischen Actionthriller-Fernsehserie Tom Clancy’s Jack Ryan besteht aus acht Episoden und erschien am 1. November 2019 bei Amazon Prime Video.

## Besetzung
| Schauspieler  | Rollenname      | Synchronsprecher |
| ------------- | --------------- | ---------------- |
| David Norona  | José Marzan     |                  |
| Tom Wlaschiha | Max Schenkel    | Tom Wlaschiha    |
| Noomi Rapace  | Harriet Baumann | Vera Teltz       |

## Episoden
| Nr. (ges.) | Nr. (St.) | Deutscher Titel   | Originaltitel     | Regie            | Drehbuch                       |
| --- | --------- | ----------------- | ----------------- | ---------------- | ------------------------------ |
| 9 | 1         | Die Fracht        | Cargo             | Phil Abraham     | Carlton Cuse, Graham Roland    |
| Jim Greer, in Moskau stationiert, erhält von einem russischen Informanten die Information, dass von dem Frachtschiff Almeta im südchinesischen Meer kürzlich eine Rakete mit einem geostationären Satelliten gestartet wurde, der nun über Venezuela positioniert ist. Als er erfährt, dass auch das Schiff nach Venezuela gefahren ist, lässt er sich – trotz kürzlich festgestelltem Herzfehler – nach Venezuela versetzen. Ryan ist Greer nicht nach Russland gefolgt, sondern arbeitet wieder als Analyst in Langley und berät den befreundeten der US-Senator Jim Moreno in Sicherheitsfragen und beschäftigt sich daher ebenfalls mit der Lage Venezuelas, als er auf die verdächtige Fracht stößt. Er vermutet, dass es sich um die Vorbereitung eines Terror-Anschlags handeln könnte und besucht mit Moreno den im Wahlkampf befindlichen Staatspräsidenten Nicolás Reyes und ersucht ihn um Auskunft, was mit der Fracht geschieht. Reyes jedoch lehnt ausländische Hilfe ab. Kurz darauf treffen Ryan und Moreno auf Greer. In seinem Hotel in Caracas lernt Ryan eine Frau kennen, die eine Wanze in seinem Zimmer versteckt, während er schläft. Bei der Fahrt am nächsten Morgen vom Hotel zum Flughafen wird unter Leitung des Scharfschützen Max Schenkel auf die Wagenkolonne, in der Ryan und Moreno sitzen, ein Anschlag verübt. Schenkel erschießt Moreno, der von Schenkel zuvor geschmierte Sicherheitschef Polizei-Captain Filiberto Ramos entkommt. Ramos findet bei seiner Rückkehr in seine Wohnung aber seine Frau und Kinder ermordet vor und entkommt den Killern im Haus nur knapp. |           |                   |                   |                  |                                |
| 10 | 2         | Tertia Optio      | Tertia Optio      | Phil Abraham     | Vince Calandra, Daria Polatin  |
| Ramos flüchtet verletzt bis in die US-Botschaft in Caracas. Dort bittet er um Asyl zum Schutz vor der venezolanischen Polizei, von der er sich bedroht fühlt. Als Gegenleistung liefert er Informationen über Schenkel. Bei einer eigenmächtigen Erkundung der Almeta im Hafen von Caracas trifft Ryan die Frau wieder, die er im Hotel kennengelernt hat, sie stellt sich als BND-Agentin Harriet Baumann heraus, die zusammen mit Schenkel, nach dem sie nun sucht, früher für das Kommando Spezialkräfte gearbeitet hat. Insgeheim spioniert Baumann den General Miguel Ubarri aus, der zum engsten Führungszirkel von Reyes gehört. Ubarri macht gegenüber seiner Frau Bemerkungen, die Reyes’ Kompetenz und Verhalten in Frage stellen. Greer, Ryan und der CIA-Stationchief Mike November verwenden die von Baumann gemachten Audioaufnahmen, um Zwietracht zwischen Ubarri und Reyes zu säen. Dazu spielen sie sie Reyes’ Sicherheitschef Mateo Bastos vor, den sie dazu kurzerhand in eine Falle locken und der danach Reyes informiert. Ryan findet Ramos tot in seiner Zelle auf. Als Ryan in sein Zimmer zurückkehrt, versucht ein maskierter Mann ihn zu ermorden, bleibt aber erfolglos, da Ryan ihn im Todeskampf schwer am Auge verletzt. Greer muss wegen seiner Herzprobleme die Verfolgung des Mannes abbrechen. Ryan hat Schenkel als Täter in Verdacht und stellt deshalb Baumann zur Rede, von der er erst jetzt erfährt, wie gefährlich Schenkel ist. Unterdessen wirbt in Florida der SAD-Operative Matice den Ex-Kommando-Soldaten Marcus Bishop für einen Geheimauftrag an. |           |                   |                   |                  |                                |
| 11 | 3         | Der Orinoco       | Orinoco           | Andrew Bernstein | David Graziano, Annie Jacobsen |
| Gloria Bonalde, die Konkurrentin von Reyes im Präsidentschaftswahlkampf, macht im Wahlkampf auf die vielen vermissten Personen im Land aufmerksam und wirft Reyes vor, nicht genügend für deren Wiederauffinden zu tun. Zu den Vermissten gehört auch ihr eigener Ehemann, der bis zu seinem Verschwinden vor einem Jahr als venezolanisches Kabinettsmitglied u. a. für Justiz und Boden zuständig war. Das Verschwinden ihres Mannes hat Bonalde zur Kandidatur bewegt. Ryan und Greer versuchen im Hafen Informationen über den Inhalt der auf der Almeta angekommenen Container zu erhalten. Die Fracht wurde aber bereits ins Landesinnere weitertransportiert. Daraufhin verfolgen sie die Spur der Container. An einem Fluss im Orinoco-Flusssystem treffen sie mit dem Kommando von Matice zusammen, das Greer unterdessen zur Unterstützung engagiert hat, darunter Matice und dem als Bootssteuermann fungierenden Bishop (nun „Uber“ genannt). Per Boot fahren sie zu sechst bis in die Nähe des Camps einer Miliz, an dessen Rande die Container stehen. Ryan und Greer untersuchen deren Inhalt, aber ohne die vermuteten Waffen zu entdecken, dafür finden sich Bohrköpfe und eine Chemikalie. Durch Ryans eigenmächtiges Vorgehen bleibt ihre Anwesenheit aber nicht unbemerkt, sodass es zum Schusswechsel mit den Milizionären kommt. Von einer Bedrohung ausgehend, verlässt Uber das Boot und wird dadurch vom Rest der Gruppe getrennt, die ohne ihn zurückfährt. Zuvor kann Greer allerdings noch den Finger des Milizenführers abschneiden, um ihn so später zu identifizieren. |           |                   |                   |                  |                                |
| 12 | 4         | Eprius            | Dressed to Kill   | Andrew Bernstein | Graham Roland, Nolan Dunbar    |
| Greer und Ryan kehren nach Caracas zurück, während Matice mit seinen beiden Kollegen im Dschungel nach Uber sucht. Durch die Untersuchung der Container und DNA-Abgleich des erbeuteten Fingers ermittelt Ryan, dass die Chemikalie aus den Containern dieselbe ist, wie sie für die Autobombe verwendet wurde, die beim Angriff auf Morenos Fahrzeugkolonne zum Einsatz kam. Der Söldner arbeitet für ein Privates Sicherheits- und Militärunternehmen, das in London ansässig ist. Wegen Ryans zu eigenmächtigem Vorgehen zieht November ihn von den weiteren Ermittlungen ab. Statt in die USA zurückzukehren, fliegt Ryan mit Unterstützung von Senator Mitchell Chapin nach London, um den Chef der Sicherheitsfirma zu befragen. Dabei kommt heraus, dass der Firmenchef, Rupert Thorne, einst Schenkel, den er unter anderem Namen kannte, an eine Firma in Venezuela vermittelt hat. Schenkel indes ist Ryan nach London gefolgt und verübt, ehe der Firmenchef weitere Aussagen machen kann, als Scharfschütze erfolgreich einen Mordanschlag. Erst jetzt bemerkt Schenkel, dass Ryan bei den Ermittlungen durch Baumann unterstützt wird. Es ist Ryans Absicht, die Verbindung von Reyes zu den Containern im Dschungel und dem Mord an Moreno zu beweisen. Greer bemerkt indes in Caracas einen möglichen Zusammenhang zwischen dieser Verbindung und dem Verschwinden von Gloria Bonaldes Ehemann und befragt sie zu diesem Zweck. Um seiner möglichen Abwahl als Präsident zuvorzukommen, macht Reyes Gloria das Angebot, ihn für eine weitere Amtszeit zu unterstützen und dafür einen Sitz in seinem Kabinett und seine Unterstützung für die nächste Wahl zu erhalten. Während Gloria das Angebot überdenkt, wird ihre Familie von Unbekannten bedroht, weshalb sie sich Hilfe suchend an Greer wendet.                                                                          |           |                   |                   |                  |                                |
| 13 | 5         | Blaues Gold       | Blue Gold         | Dennie Gordon    | Vince Calandra, Annie Jacobsen |
| Uber entdeckt auf seinem Weg durch den Dschungel ein Gefangenenlager. Matice und seine Kollegen Coyote und Disco suchen ihn, auch mit Hilfe aus der CIA-Station in Caracas. Unterdessen verfolgt Bastos mit seinen bewaffneten Männern die Spur der Drei. In London sind unterdessen Ryan und Baumann dabei, Schenkel zur Herausgabe von Informationen über den Auftraggeber des Mordes an Moreno zu zwingen, und nehmen dazu dessen Tochter an ihrem Studienort, einer englischen Universität vorübergehend als Geisel. Als Ryan ihn verhört, zückt Schenkel seine Waffe und wird, bevor er schießen kann, von Baumann erschossen. Sie bleibt am Tatort, während die Polizei eintrifft und Ryan fliehen kann. Währenddessen hat Greer in Gloria Bonaldes Anwesen einen Gesteinsbrocken identifiziert, mit dem sich ihr Mann vor seinem Verschwinden befasst hatte. Es handelt sich um das Erz Columbit-Tantalit, aus dem sich Tantal gewinnen lässt. Greer hält das Gestein für den Grund für das Verschwinden des Mannes. |           |                   |                   |                  |                                |
| 14 | 6         | Persona Non Grata | Persona Non Grata | Dennie Gordon    | David Graziano, Daria Polatin  |
| Als die Gruppe um Matice im Dschungel von feindlichen Männern beschossen wird, trifft sie wieder mit Uber zusammen, der ihnen aus einer misslichen Lage hilft. Als sie bemerken, dass sie die Übermacht der Verfolger nicht abschütteln können, opfert sich Matice um den anderen dreien die Flucht zu ermöglichen. Obwohl er zahlreiche Angreifer ausschalten kann, wird er schließlich erschossen und sein Leichnam abtransportiert. Unterdessen ist Ryan nach Caracas zurückgekehrt und möchte mit Greer die venezolanische Anwältin befragen, die sie im Verdacht haben, in Reyes’ Namen Schenkel als Morenos Mörder engagiert zu haben. Bevor sie sie treffen können, werden sie in Reyes’ Auftrag entführt. Reyes versichert ihnen abermals, nichts mit dem Mord an Moreno zu tun zu haben, und lässt sie wieder frei. Parallel dazu heizt Reyes über die Medien die antiamerikanische Stimmung in der Bevölkerung an, indem er die USA beschuldigt, auf die Präsidentschaftswahl Einfluss nehmen zu wollen, und dazu die Fotos des toten Matice und von einem Treffen zwischen Greer und Bonalde präsentiert. In dem Zuge erklärt er alle US-Amerikaner im Lande zu unerwünschten Personen, auch die Diplomaten, die daraufhin fluchtartig die US-Botschaft verlassen. November verweigert sich der Ausreise und flieht mit Ryan und Greer durch einen Geheimtunnel aus dem Botschaftsgelände. Verbündete Kontaktmänner von November bei der venezolanischen Polizei schmuggeln die drei aus dem Gefahrengebiet. Der Polizeioffizier José, der Greer in seinem Auto schmuggelt, stellt sich aber als Verräter heraus, als er Greer genau in die Hände von Bastos führt. |           |                   |                   |                  |                                |
| 15 | 7         | Dios y Federacion | Dios y Federacion | Dennie Gordon    | Graham Roland, Carlton Cuse    |
| Greer wird von Bastos gefoltert und danach in das Gefangenenlager gesperrt, das schon Uber entdeckt hatte. In dem Lager sind mehrere Dutzend zu Reyes in Opposition stehende Intellektuelle inhaftiert, darunter auch Gloria Bonaldes Ehemann. Als Ryan und November erfahren, dass Greer nicht in den USA angekommen ist, erkennen sie, dass sie von José und den anderen Polizisten an Bastos verraten worden sein müssen. Diesbezüglich zur Rede gestellt, gibt José den Verrat und auch den Mord an Ramos zu, da seine Familie bedroht worden sei. November exekutiert José und entgeht danach mit Ryan nur knapp der Ergreifung durch die Helfer von Bastos. Gemeinsam machen sie sich auf den Weg zu dem Gefangenenlager, um Greer zu befreien. Sie treffen mit Uber, Coyote und Disco zusammen und ködern die Söldner aus dem Warenlager mit Geld, ihnen beim Eindringen in das Gefangenenlager zu helfen. Da auf Ryans Veranlassung der Satellit deaktiviert wurde, mit dem Reyes das Lager beobachten ließ, hat Reyes indes die Ermordung aller Gefangenen angeordnet. Ryan und seine Helfer erreichen das Lager, als schon ein Teil der Gefangenen getötet wurde und in einem Massengrab liegt. Greer jedoch wurde indes nach Caracas gebracht. Dort ereignet sich ein Brandanschlag auf ein Haus, das Gloria Bonalde für Wahlkampfreden genutzt hat, und es sterben etliche Personen. Reyes’ rechte Hand und Kindheitsfreund Ubarri sieht Reyes als Schuldigen dafür an und distanziert sich deshalb zunehmend von ihm. Als Ubarri ihn im Präsidentenpalast für die Morde zur Rede stellt, wird er von Reyes hinterrücks ermordet. |           |                   |                   |                  |                                |
| 16 | 8         | Strongman         | Strongman         | Andrew Bernstein | Carlton Cuse, Graham Roland    |
| Während die Überlebenden aus dem Lager in US-Hubschrauber gebracht werden, schickt Ryan Fotos des Massengrabs mit den Leichnamen an US-Medien, die darüber sogleich zu berichten beginnen. An diesem Tag finden in Venezuela die Präsidentschaftswahlen statt, die Reyes vorgeblich wegen der US-Einflussnahme hat vorverlegen lassen. Als die Pressemeldungen über das Massengrab publik werden, lässt Reyes die Wahlen sofort abbrechen und sich als Sieger feiern. Indes fliegen Ryan, November, Uber und einige Soldaten zum Präsidentenpalast, um Greer zu befreien. Während sie in dem Gebäude etliche Sicherheitsmänner erschießen, kann sich Greer selbst befreien. Ryan kann nur durch November davon abgehalten werden, Reyes aus Vergeltung für die Morde zu töten. Während die über die Pressemeldungen aufgebrachte Menschenmenge den Präsidentenpalast stürmt, fliegt Ryan mit Greer, November und den anderen Soldaten zur USS Rafael Peralta, die im Karibischen Meer kreuzt. Gloria Bonalde erfährt, dass sie die Wahl gewonnen hat, und trifft danach auf jenem Schiff ihren Ehemann wieder. In Washington, D.C. trifft sich Ryan mit Chapin. Ryan teilt ihm mit, dass Reyes zur Hälfte die venezolanische Scheinfirma gehört, die das Bergbauunternehmen Vogler als Tarnung benutzt, um Ausrüstung und Personal für den Abbau von Tantal ins Land zu bringen. Die andere Hälfte gehörte einer Firma aus Philadelphia, der er bislang die Beteiligung aber nicht nachweisen konnte. Ryan kann nun aber durch Daten über ein Telefonat zwischen Chapin und Thorne beweisen, dass Chapin die Firma in Philadelphia gehört. Chapin gibt daraufhin ggü. Ryan zu, dass er sich mit Reyes verbündet hatte, um den USA im Wettbewerb mit China wichtige Tantal-Vorkommen zu sichern. Im Anschluss an das Gespräch wird Chapin durch das FBI abgeholt, das von Ryan verständigt wurde. |           |                   |                   |                  |                                |

## Kritiken
- James Delingpole: A hero for the Snowflake age, in: The Spectator (US-Ausgabe), Januar 2020
- John Powers: ‚Tom Clancy’s Jack Ryan‘ Offers A Dose Of Retro Heroism In Its 2nd Season, in: National Public Radio vom 29. Okt. 2019
- Kurt Sagatz: Der amerikanische Bond, in: Der Tagesspiegel vom 30. Okt. 2019
- Tim Surette: Jack Ryan Review: Less Boring Hero Gets the Job Done in Improved Season 2, in: TV Guide vom 30. Okt. 2019